# Altenbuch
Altenbuch er en kommune i Landkreis Miltenberg i Regierungsbezirk Unterfranken i den tyske delstat Bayern. Den er en del af Verwaltungsgemeinschaft Stadtprozelten.

## Geografi
Altenbuch ligger i Region Bayerischer Untermain i mittelgebirgelandskabet Spessart.
I kommunen ligger ud over Altenbuch, landsbyerne Altenbucher Forst, Oberaltenbuch og Unteraltenbuch.